# Habrocestum luculentum
Habrocestum luculentum là một loài nhện trong họ Salticidae.
Loài này thuộc chi Habrocestum. Habrocestum luculentum được Elizabeth Maria Gifford Peckham & George William Peckham miêu tả năm 1903.